# In hoc vinces
In hoc vinces è un saggio storico del 2011 scritto da Bruno Carboniero e Fabrizio Falconi.
Pubblicato da Edizioni Mediterranee nel maggio 2011, il libro intende offrire, sulla base di nuove acquisizioni scientifico-astronomiche, una nuova e più razionale chiave di lettura della leggendaria visione di Costantino, risalente al 312 d.C., anno della battaglia, poi vinta, contro Massenzio a Ponte Milvio.
La celebre visione - riferita nelle fonti storiche da Lattanzio e da Eusebio di Cesarea – è da secoli motivo di discussione tra storici e studiosi, divisi tra chi riconosce l'autenticità di una suggestione mistica e chi attribuisce all'Imperatore una volontà predeterminata di sfruttare un nuovo simbolo religioso per motivare i suoi uomini prima di una battaglia ritenuta fondamentale per le sorti di Roma.
Il libro ha permesso ai due autori di ottenere il Premio Baiocco 2012 per le discipline letterarie.

## Edizioni
- Bruno Carboniero e Fabrizio Falconi, In hoc vinces, Edizioni Mediterranee, 2011,  p. 151, ISBN 978-88-272-2140-2.